# Oribi
Az oribi (Ourebia ourebi) az emlősök (Mammalia) osztályának párosujjú patások (Artiodactyla) rendjébe, ezen belül a tülkösszarvúak (Bovidae) családjába és az antilopformák (Antilopinae) alcsaládjába tartozó faj.
Nemének az egyetlen faja.

## Előfordulása
Az oribi Zambia, Angola és Kongói Demokratikus Köztársaság füves síkságain és erdős szavannáin található meg. Ezenkívül megtalálható még Tanzániától észak felé haladva Etiópiáig és nyugati irányban a földrészt egy keskeny sávban átszelve egészen Szenegálig.

## Alfajok
- Ourebia ourebi dorcas Schwarz, 1914
- Ourebia ourebi gallarum Blaine, 1913
- Ourebia ourebi haggardi (Thomas, 1895)
- Ourebia ourebi hastata (Peters, 1852)
- †Ourebia ourebi kenyae Meinhertzhagen, 1905
- Ourebia ourebi montana (Cretzschmar, 1826)
- Ourebia ourebi ourebi (Zimmermann, 1783)
- Ourebia ourebi quadriscopa (C. H. Smith, 1827)
- Ourebia ourebi rutila Blaine, 1922

## Megjelenése
Az állat hossza 92-140 centiméter, marmagassága 45-67 cm, testtömege 8-21 kilogramm. Rövid, puha szőre sárgás-vörösesbarna színű. A gidák születésükkor sötétszürkék, felnőttkori színezetük körülbelül 5 hét elteltével kezd kialakulni. Farkát izgalmi állapotban felcsapja az állat, így láthatóvá válik a fehér tükör. Szarva rövid, hegyes, egyenes és meredeken felfelé ível. Csak a hímnek van szarva. Az illatmirigyek a fül alatt függőleges irányban, a szemzugban, a lágyéktájon, az állat térdén és patáján helyezkednek el. A hím a mirigyváladékával jelöli meg territóriumát és partnerét.

## Életmódja
Az oribi magányosan, párban vagy kis családokban él. Tápláléka fűfélék, növények; feltehetőleg egyes cserjék levelei is. Fogságban legfeljebb 14 évig élhet.

## Szaporodása
A hím 14, a nőstény 12 hónapos korban éri el az ivarérettséget. A párzási időszak helyenként különböző. A vemhesség 6-7 hónapig tart, ennek végén egy gida jön a világra. Az elválasztás körülbelül két hónap után következik be.